# Neustadt in Holstein
Neustadt in Holstein là một thị trấn thuộc huyện Ostholstein, bang Schleswig-Holstein, Đức.

## Hình ảnh

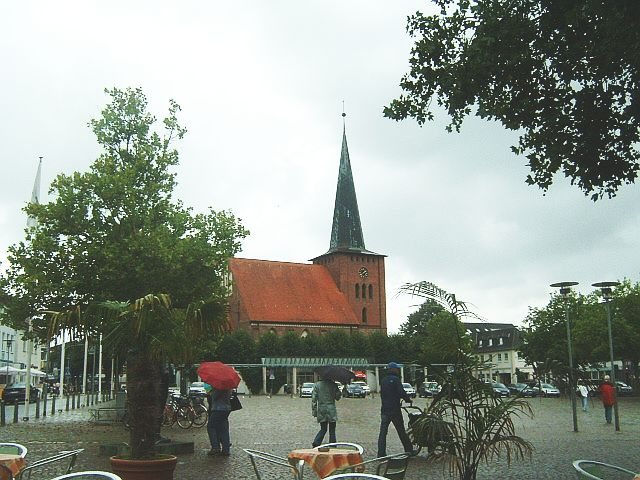
Market place
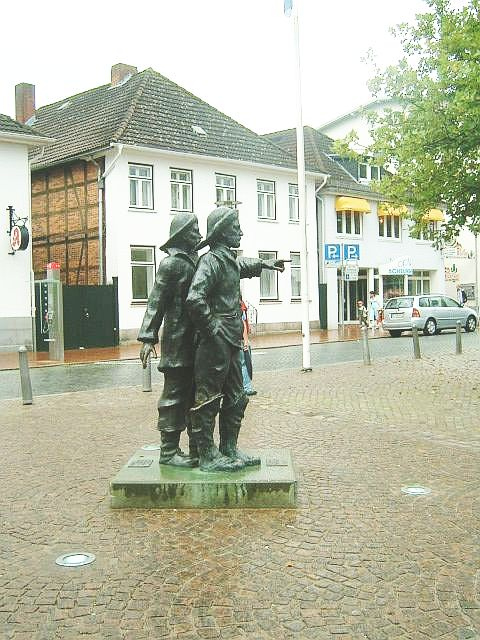
Fishers statue from Serge Mangin (1994)
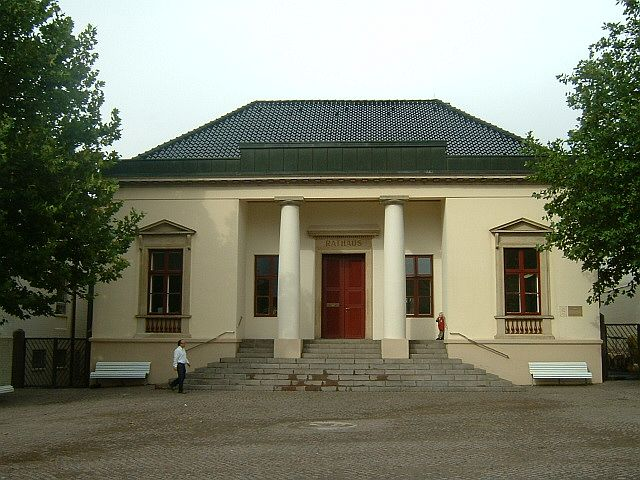
Town hall
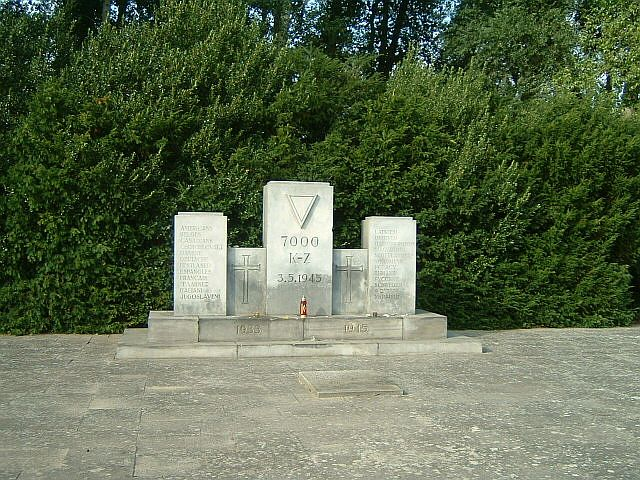
"Cap Arcona" memorial